# Gerhard Knabe (Maler)
Gerhard Knabe (* 7. November 1936 in Weimar; † 16. August 2005 in Beeskow) war ein deutscher Maler und Grafiker.

## Leben und Werk
Knabe wuchs in Elgersburg auf und machte von 1951 bis 1954 eine Lehrausbildung zum Keramikmaler in der Porzellanfabrik Graf von Henneberg in Ilmenau. Von 1956 bis 1959 studierte er bei Franz Edwin Gehrig-Targis wissenschaftliche Grafik an der Fachschule für angewandte Kunst in Berlin-Schöneweide und anschließend bis 1964 Malerei bei Günter Horlbeck und Paul Michaelis an der Hochschule für Bildende Künste Dresden. Nach dem Studienabschluss war er bis 1965 in Zielitz freischaffend als Maler tätig. Danach übte er wechselnde Tätigkeiten aus, u. a. als Museumsleiter, Kunsterzieher und Schriftmaler. Ab 1977 arbeitete er bis zu seinem Ableben wieder als freier Künstler, bis 1992 in Cottbus und zuletzt in Gröditsch. 1995 bildete er mit Lothar Schneider, Franz-Peter Biniarz (1937–2009) und Dieter Claußnitzer die regionale Künstlergruppe Kopfweide. Er war bis 1990 Mitglied des Verbands Bildender Künstler der DDR.
Knabe war vor allem Landschaftsmaler, seine bevorzugte Technik das Aquarell. Seine Bilder entstanden überwiegend in seiner Spreewälder Heimat, aber auch auf Reisen, u. a. an der Ostsee, in Bulgarien und in der Toskana. Neben seiner künstlerischen Arbeit gab er Kurse für Malerei und Grafik. Einer seiner Schüler war der spätere Bildhauer Hans-Georg Wagner. Knabes Bilder waren in vielen Einzelausstellungen und Ausstellungsbeteiligungen zu sehen.
Vom Verkauf seiner Werke konnte er nach der deutschen Wiedervereinigung nicht mehr leben. Deshalb machte er hauptsächlich Werbearbeiten, gestaltete Ausstellungen und fertigte Illustrationen.
Knabe war mit der Malerin Karin Knabe (* 1953) verheiratet. Sein Sohn aus der ersten Ehe, Mattes Knabe (* 1968), ist ebenfalls bildender Künstler. Zu Knabes Künstlerfreunden gehörten Günther Friedrich, Frank Merker, Hans Scheuerecker und Dieter Zimmermann (* 1942).

## Ausstellungen (Auswahl)
- 1965 Magdeburg, Bezirkskunstausstellung
- 1979 und 1984 Cottbus, Bezirkskunstausstellungen
- 1982 Cottbus, Kunstsammlung Cottbus (Aspekte Cottbuser Kunst)
- 1986 Cottbus, Kunstsammlung Cottbus (Bekenntnis und Tat)
- 1990 Weimar, Galerie im Cranach-Haus
- 1990 Warnemünde, Galerie am Meer
- 1996: Lübben, Schloss (Künstlergruppe Kopfweide)
- 2001 Cottbus, Brandenburgische Kunstsammlungen (Günther Friedrich und Freunde. Gerhard Knabe, Frank Merker, Hans Scheuerecker, Dieter Zimmermann)

Postume Ausstellungen
- 2006 Cottbus, Ateliergalerie Wagner (Gerhard Knabe – Malerei und Zeichnung)
- 2006 Lübben, Landratsamt[5]